# Liste der Schutzgebiete in Kressbronn am Bodensee
Die Liste der Schutzgebiete in Kressbronn am Bodensee enthält die Statistik aller Schutzgebiete – Natur- und Landschaftsschutzgebiete, FFH- und SPA-Gebiete, Bann- und Schonwälder, Naturdenkmale und Biotope – in der baden-württembergischen Gemeinde Kressbronn am Bodensee im Bodenseekreis in Deutschland.

## Erklärung
In den Tabellenköpfen der Listen werden folgende Überschriften und Abkürzungen verwendet:
- SG-Nr.: Schutzgebietsnummer gemäß der Landesanstalt für Umwelt, Messungen und Naturschutz Baden-Württemberg (LUBW)
- Name: offizieller Name des Schutzgebiets gemäß der LUBW
- Ort: Ortsteil/Gemarkung/Flurstück, in dem das jeweilige Schutzgebiet liegt
- Größe: Fläche in Hektar (1 Hektar = 10.000 m²) des jeweiligen Schutzgebiets, gerundet auf eine Nachkommastelle
- Höhe ü. NN: gibt die geographische Höhe in Meter über Normalnull an
- TK: gibt die Nummer/n der jeweiligen Topografischen Karte/n, in der/denen das Schutzgebiet verzeichnet ist, an
- NR: gibt den Naturraum, in dem das Schutzgebiet liegt, an; „BB“ = Bodenseebecken; „OH“ = Oberschwäbisches Hügelland; „WA“ = Westallgäuer Hügelland
- KO: Angabe der geographischen Koordinaten des jeweiligen Schutzgebiets; verlinkt, öffnet Karte
- Erfassung: Datum der jeweiligen Erfassung/Aufnahme in das entsprechende Schutzgebietsverzeichnis
- Bemerkung/en: Beschreibungen usw. zum jeweiligen Schutzgebiet
- Bild: Foto des jeweiligen Schutzgebiets

Alle angegebenen Daten mit Stand vom 19. Oktober 2011

## Schutzgebiete

### Naturschutzgebiete
Ein Naturschutzgebiet (NSG) ist ein streng geschütztes Gebiet. Die Definition von Naturschutzgebieten erfolgt in Deutschland durch oder auf Grundlage von Gesetzen. Umgangssprachlich bezeichnet der Begriff Naturschutzgebiet darüber hinaus alle Schutzgebiete in Natur- und Landschaftsschutz. Als Naturschutzgebiet werden häufig Gebiete ausgewiesen, welche für die Erhaltung der Tier- und Pflanzenwelt, oft auch für landschaftliche und erdkundliche Eigenarten von Bedeutung sind. Ziel ist es, Pflanzen- wie auch Tierarten in ihrem Verbreitungsgebiet unter Schutz zu stellen. Als Naturschutzgebiete werden auch Flächen ausgewiesen, wenn sie aus wissenschaftlichen oder naturgeschichtlichen Gründen, wegen ihrer Einzigartigkeit oder besonderen Schönheit als schützenswert gelten. Es handelt sich dabei oft um Biotope wie etwa Moorlandschaften, Heideflächen, Gebirgslandschaften oder Wälder. In Naturschutzgebieten ist die landwirtschaftliche Nutzung, das Verlassen der öffentlich gekennzeichneten Wege wie auch das Entfachen von Feuer meistens untersagt.
Die folgende, sortierbare Liste führt alle Naturschutzgebiete innerhalb Kressbronns; Namen und Nummern entsprechen den amtlichen Bezeichnungen, die Schutzgebietsnummer ergibt sich aus dem Regierungsbezirk (4 = Regierungsbezirk Tübingen) und einer fortlaufenden Nummer innerhalb des Bezirks.
| SG-Nr. | Name          | Ort/e                                                    | Größe [ha]               | Höhe ü. NN | TK             | NR    | KO         | Erfassung  | Bemerkung/en                                                                                             | Bild |
| ------ | ------------- | -------------------------------------------------------- | ------------------------ | ---------- | -------------- | ----- | ---------- | ---------- | --- | ---- |
| 4.282  | Argen         | Kressbronn                                               | 296,3 FN: 234,8 RV: 61,5 | 395–496    | 8323 8324 8423 | BB WA | 53.1136015 | 16.12.1997 | Teile des Gebiets in Neukirch, Tettnang und dem Landkreis Ravensburg; drittgrößter Zufluss des Bodensees |      |
| 4.315  | Berger Weiher | nordöstlich von Berg                                     | 19,0                     | 450        | 8323           | WA    | 53.1136015 | 18.05.2007 | Kalkflachmoorkomplex in der Talsenke eines ehemaligen Weihers                                            |      |
| 4.310  | Schachried    | südöstlich von Nitzen- und nordöstlich von Riedensweiler | 11,0                     | 480        | 8323           | WA    | 53.1136015 | 15.02.2005 | Teil des Gebiets in Tettnang; Niedermoorbereiche von gemeinschaftlicher Bedeutung                        |      |
| 4.316  | Schönmoos     | zwischen Atlashofen, Berg und Nitzenweiler               | 10,0                     | 460        | 8323           | WA    | 53.1136015 | 18.05.2007 | Flachmoorkomplex mit verschiedenen Biotoptypen und Artenzusammensetzungen                                |      |

### Landschaftsschutzgebiete
Das Landschaftsschutzgebiet (LSG) gehört in Deutschland zu den Möglichkeiten des gebietsbezogenen Naturschutzes, den das Bundesnaturschutzgesetz (BNatSchG) bereitstellt. Welche Flächen als Landschaftsschutzgebiet ausgewiesen werden können, bestimmen die Bundesländer. Sie legen auch fest, in welcher Form die Landschaftsschutzgebiete gekennzeichnet werden.
Paragraph 26 des BNatSchG legt fest, dass Landschaftsschutzgebiete der Erhaltung und Entwicklung der Natur dienen sollen, Beeinträchtigungen des Naturhaushaltes beseitigt werden sollen und die Leistungs- und Funktionsfähigkeit wieder hergestellt werden. Dies geschieht wegen der Vielfalt und Eigenart der Landschaft, ihrer kulturhistorischen Bedeutung oder ihrer besonderen Bedeutung für die Erholung.
Die folgende, sortierbare Liste führt alle Landschaftsschutzgebiete innerhalb Kressbronns; Namen und Nummern entsprechen den amtlichen Bezeichnungen, die Schutzgebietsnummer ergibt sich aus dem Regierungsbezirk (4 = Regierungsbezirk Tübingen) und einer fortlaufenden Nummer innerhalb des Bezirks.
| SG-Nr.   | Name                                                             | Ort/e | Größe [ha] | Höhe ü. NN | TK             | NR    | KO         | Erfassung  | Bemerkung/en | Bild |
| -------- | ---------------------------------------------------------------- | ----- | ---------- | ---------- | -------------- | ----- | ---------- | ---------- | --- | ---- |
| 4.35.040 | Eiszeitliche Ränder des Argentals mit Argenaue                   |       | 1.621,0    | 400–575    | 8323 8324 8423 | BB    | 53.1136015 | 16.12.1997 | Teile des Gebiets in Langenargen, Neukirch und Tettnang; geologische Einheit des Urstromtals der Argen                                     |      |
| 4.35.034 | Seenplatte und Hügelland südlich der Argen und Nonnenbachtal     |       | 968,0      |            | 8323 8324      | BB WA | ·          | 19.06.1986 | zwei Teilflächen, Teil des Gebiets in Tettnang; Kuppenlandschaft mit Seen, Bachtälern und bewaldeten Hügeln und naturnahen Biotopen        |      |
| 4.35.005 | Steilrand und Schotterfeld des Argentals südlich der Kochermühle |       | 13,0       | 410        |                | BB    | 53.1136015 | 10.09.1954 | spätglaziale Argenterrasse, eingeschlossen vom LSG Eiszeitliche Ränder des Argentals mit Argenaue                                          |      |
| 4.35.001 | Württembergisches Bodenseeufer                                   |       | 35,3       |            |                | BB    | 53.1136015 | 13.09.1940 | drei Teilflächen, Teile des Gebiets in Friedrichshafen und Langenargen; Naturstrand und Strandwald mit Schwarz-Pappel- und Eichenbeständen |      |

### FFH-Gebiete
Die Fauna-Flora-Habitat-Richtlinie, kurz FFH- oder Habitatrichtlinie, ist eine 1992 beschlossene Naturschutz-Richtlinie der Europäischen Union. Sie dient gemeinsam mit der Vogelschutzrichtlinie im Wesentlichen der Umsetzung der Berner Konvention; eines ihrer wesentlichen Instrumente ist ein zusammenhängendes Netz von Schutzgebieten, das Natura 2000 genannt wird.
Die korrekte deutsche Bezeichnung der FFH-Richtlinie lautet Richtlinie 92/43/EWG des Rates vom 21. Mai 1992 zur Erhaltung der natürlichen Lebensräume sowie der wildlebenden Tiere und Pflanzen. Es wird in Deutschland jedoch fast ausschließlich die Bezeichnung FFH-Richtlinie benutzt, die sich von Fauna (= Tiere), Flora (= Pflanzen) und Habitat (= Lebensraum) ableitet.
Die folgende, sortierbare Liste führt alle FFH-Gebiete innerhalb Kressbronns. Namen und Nummern entsprechen den amtlichen Bezeichnungen.
| SG-Nr.    | Name                                           | Ort/e                                            | Größe [ha]               | Höhe ü. NN | TK             | NR    | KO         | Erfassung  | Bemerkung/en | Bild |
| --------- | ---------------------------------------------- | ------------------------------------------------ | ------------------------ | ---------- | -------------- | ----- | ---------- | ---------- | --- | ---- |
| DE8323342 | Argen und Feuchtgebiete südlich Langnau        | Kressbronn Langenargen Neukirch Tettnang         | 508,5 FN: 416,4 RV: 91,1 | 394–564    | 8323 8324 8423 | BB WA | 53.1136015 | 01.01.2005 | Teil des Gebiets im Landkreis Ravensburg; alpin beeinflusste Flusslandschaft der Argen mit Seen und Niedermoorkomplexen |      |
| DE8423341 | Bodenseeuferlandschaft östlich Friedrichshafen | Eriskirch Friedrichshafen Kressbronn Langenargen | 1363,4 FN: 808,9         | 391–463    | 8322 8323 8423 | BB    | 53.1136015 | 01.01.2005 | größte Flachwasserzone am Nordufer des Obersees mit Flussmündungen, Riedflächen, Pfeifengraswiesen und Wäldern          |      |

### Vogelschutzgebiete
Als Europäisches Vogelschutzgebiet oder Special Protection Area (SPA) bezeichnet man Schutzgebiete, deren Grundlage 1979 im Artikel 4 (1) der Vogelschutzrichtlinie der Europäischen Union (EU) gelegt wurde. Diese Gebiete sind Teil des europaweiten Biotopverbunds Natura 2000. Das Konzept der Vogelschutzgebiete in ganz Europa dient besonders dem Schutz der Zugvögel, die auf Raststationen auf ihren Zugwegen angewiesen sind, um Nahrung zu suchen und um sich ausruhen zu können. Die Europäischen Vogelschutzgebiete unterliegen den Schutzkriterien der Fauna-Flora-Habitat-Richtlinie. Da die Umsetzung seitens der EU-Mitgliedsstaaten teils nur sehr langsam voranging, wurden von Naturschutzverbänden sogenannte Important Bird Areas benannt, die man zur Ausweisung als Europäische Vogelschutzgebiete vorschlug.
In Kressbronn ist kein Europäisches Vogelschutzgebiet ausgewiesen.

### Bannwälder
Der Begriff Bannwald bedeutet allgemein ein als Ganzes erhaltenswertes Waldstück – oder eine spezielle Form davon. Im deutschsprachigen Raum wird mit dem Ausdruck „Bannwald“ allgemein ein Schutzwald bezeichnet (Lawinen-, Felssturz, Murgang- und Hochwasserschutz), oder geschützte Waldgebiete aus Gründen des Natur- und Umweltschutzes oder als Erholungsraum. Die forstwirtschaftliche Nutzung ist weiterhin erlaubt und bei Schutzwäldern sogar ausdrücklich erwünscht, bei Kerngebieten von Naturschutzgebieten aber untersagt. Im § 32 des Waldgesetzes wird der Bannwald in Baden-Württemberg als „ein sich selbst überlassenes Waldreservat“ definiert.
In Kressbronn ist kein Bannwald ausgewiesen.

### Schonwälder
Als Schonwald bezeichnet man in Baden-Württemberg ein geschütztes Waldgebiet, in dem die wirtschaftliche Nutzung des Waldes zwar erlaubt ist, aber gewissen Einschränkungen unterliegt. Der Begriff wird in anderen deutschsprachigen Regionen nicht oder bestenfalls umgangssprachlich verwendet. Schonwald wird in § 32 des baden-württembergischen Waldgesetzes folgendermaßen definiert: „Schonwald ist ein Waldreservat, in dem eine bestimmte Waldgesellschaft mit ihren Tier- und Pflanzenarten, ein bestimmter Bestandsaufbau oder ein bestimmter Waldbiotop zu erhalten, zu entwickeln oder zu erneuern ist. Die Forstbehörde legt Pflegemaßnahmen mit Zustimmung des Waldbesitzers fest.“
In Kressbronn ist kein Schonwald ausgewiesen.

### Naturdenkmale
Das Naturdenkmal ist ein unter Naturschutz stehendes Landschaftselement. Dabei handelt es sich um ein Einzelobjekt oder ein Gebiet von geringer Flächengröße bis zu fünf Hektar. Letzteres ist ein Flächennaturdenkmal und als solches klar von seiner Umgebung abgegrenzt. Das Naturdenkmal wird oft als Naturschöpfung bezeichnet, kann jedoch gleichzeitig Zeuge der historischen Kulturlandschaft sein, zum Beispiel markante Einzelbäume oder Aufschlüsse mit besonderen geologischen Bildungen. In Deutschland ist der Schutz von Naturdenkmälern in §28 des Bundesnaturschutzgesetzes und in den Länder-Naturschutzgesetzen verankert. Der Schutz begründet sich durch die Seltenheit, Eigenart oder Schönheit des Naturdenkmals sowie seinen Wert für Wissenschaft, Heimatkunde und Naturverständnis und umfasst ein weitgehendes Veränderungsverbot. Näheres regeln Rechtsverordnungen auf der Grundlage des jeweiligen Landesrechtes.

#### Flächenhafte Naturdenkmale
In Kressbronn ist kein flächenhaftes Naturdenkmal ausgewiesen.

#### Einzelgebilde
In Kressbronn sind acht Einzelgebilde mit einer Gesamtfläche von 1,05 Hektar ausgewiesen.
Die folgende, sortierbare Liste führt alle Einzelgebilde innerhalb Kressbronns. Namen und Nummern entsprechen den amtlichen Bezeichnungen.
| SG-Nr.      | Name                                       | Ortsteil Gewann Lage                                       | Größe [ha] | Höhe ü. NN | K.         | Erfassung  | Bemerkung/en                                                                                      | Bild |
| ----------- | ------------------------------------------ | ---------------------------------------------------------- | ---------- | ---------- | ---------- | ---------- | ------------------------------------------------------------------------------------------------- | ---- |
| 84350290007 | Obstbaumreihe: 9 Birnbäume u. 1 Nußbaum    | Gießen K 7707 nach Betznau                                 | 0,00       | 425        | 53.1136015 | 22.12.1992 |                                                                                                   |      |
| 84350290006 | Ulmenreihe, 5 Bergulmen, Ulmus glabra      | Kochermühle Parkplatz vor der Argen                        | 0,00       | 410        | 53.1136015 | 22.12.1992 | Noch im LUBW-Verzeichnis, die Bäume wurden aber vor einiger Zeit 'beseitigt' ...                  |      |
| 84350290008 | 1 Birnbaum, Schweizer Wasserbirne          | Linderhof Zufahrt von Sebastianskapelle zu Häusern 1 und 2 | 0,00       | 425        | 53.1136015 | 22.12.1992 | Noch im LUBW-Verzeichnis, der Baum wurde aber vor einiger Zeit von einem Landwirt 'beseitigt' ... |      |
| 84350290003 | 1 Stieleiche Quercus robur                 | Gohren                                                     | 0,00       |            | 53.1136015 | 22.12.1992 |                                                                                                   |      |
| 84350290005 | 1 Stieleiche Quercus robur                 | Riedensweiler rechts des Jubiläumswegs nach Nitzenweiler   | 0,00       | 470        | 53.1136015 | 22.12.1992 |                                                                                                   |      |
| 84350290001 | 1 Winterlinde Tilia cordata                | Ottenberg beim Bildstock                                   | 0,00       | 443        | 53.1136015 | 22.12.1992 |                                                                                                   |      |
| 84350290002 | 2 Birnbäume, Pyrus communis var. domestica | Reute südlich der L 334 nach Gohren                        | 0,00       | 404        | 53.1136015 | 22.12.1992 | Noch zwei Bäume im LUBW-Verzeichnis, aber ein Baum wurde vor einiger Zeit 'beseitigt' ...         |      |
| 84350290004 | 2 Birnbäume, Pyrus communis var. domestica | Straußenhalde am oberen Weg nach Atlashofen                | 0,00       | 490        | ·          | 22.12.1992 |                                                                                                   |      |

### Biotope
Ein Biotop ist ein bestimmter Lebensraum einer in diesem Gebiet vorkommenden Lebensgemeinschaft (Biozönose). Biotope sind die kleinsten Einheiten der Biosphäre. Im Bereich des Naturschutzes und der Landschaftspflege werden Biotope aus pragmatischen Gesichtspunkten zu Biotoptypen zugeordnet. Der Biotopschutz ist eine Strategie innerhalb des Naturschutzes. Sein Ziel ist in der Regel die Erhaltung von Populationen gefährdeter und schutzwürdiger Tier- und Pflanzenarten durch besonderen Schutz und Erhalt ihrer Lebensräume. Gegensatz (bzw.: komplementär dazu) ist der (direkte) Artenschutz. Typisches Instrument des Biotopschutzes ist die Ausweisung von Schutzgebieten. Es sollen Gebiete definiert und erhalten werden, in denen der Schutz der Natur Vorrang gegenüber Landnutzungen besitzt, oder in denen zumindest bei der Nutzung die Naturschutzbelange berücksichtigt werden müssen.
In Kressbronn sind 140 Biotope mit einer Gesamtfläche – inkl. Wäldern und Bereichen des Bodensees – von 210,58 Hektar ausgewiesen.
Die folgende, sortierbare (noch unvollständige) Liste führt die Biotope innerhalb Kressbronns. Namen und Nummern entsprechen den amtlichen Bezeichnungen.
| SG-Nr.       | Name                                                          | Ortsteil Gewann Lage                       | Größe [ha] | Höhe ü. NN | K          | Erfassung  | Bemerkung/en | Bild |
| ------------ | ------------------------------------------------------------- | ------------------------------------------ | ---------- | ---------- | ---------- | ---------- | --- | ---- |
| 183234352902 | Argenabschnitt östlich Gießenbrücke                           | Gießenbrücke                               | 2,9056     |            | 53.1136015 | 05.07.1995 | Ein etwa 300 Meter langer, von Eschen dominierter Auwaldabschnitt am nördlichen Ufer der Argen.                                            |      |
| 183234352903 | Argenabschnitt südwestlich Gießenbrücke                       | Gießenbrücke                               | 1,5358     |            | 53.1136015 | 06.07.1995 | Gewässerbegleitender, rund 350 Meter langer Auwaldstreifen an naturnahem Flussabschnitt.                                                   |      |
| 184234353030 | Feuchtgebiet 'Ellenhalde' östlich Kümmertsweiler              | Kümmertsweiler Ellenhalde                  | 0,3529     |            | 53.1136015 | 20.06.1996 | Feuchtgebiet in der Aue des Nonnenbachs mit Nasswiese und Land-Schilfröhricht                                                              |      |
| 184234353023 | Nonnenbach mit Auwaldstreifen südöstlich Kümmertsweiler       | Kümmertsweiler Wiesenreute                 | 0,5532     |            | 53.1136015 | 20.06.1996 | zwei Teilflächen; naturnaher Bachlauf auf einer Länge von rund 1,5 Kilometer                                                               |      |
| 184234353029 | Nasswiese 'Ellenhalde' östlich Kümmertsweiler                 | Kümmertsweiler Ellenhalde                  | 0,4429     |            | 53.1136015 | 13.08.1996 | zwei Teilflächen; staunasse Nasswiese und Gebüsch feuchter Standorte                                                                       |      |
| 184234353028 | Feuchtgebietskomplex 'Ellenhalde' südwestl. Kümmertsweiler    | Kümmertsweiler Ellenhalde                  | 0,9344     |            | 53.1136015 | 20.06.1996 | Großflächiges Feuchtgebiet in der Aue des Nonnenbachs mit Land-Schilfröhricht, Rohrglanzgras-Röhricht, Feldgehölzund Nasswiese             |      |
| 184234353027 | Schilfröhricht 'Wiesenreute' südöstlich Kümmertsweiler        | Kümmertsweiler Wiesenreute                 | 0,1909     |            | 53.1136015 | 20.06.1996 | drei Teilflächen mit Landschilfröhrichtbeständen im Auenbereich des Nonnenbachs                                                            |      |
| 184234353024 | Feuchtwiesenkomplex 'Wiesenreute' südöstlich Kümmertsweiler   | Kümmertsweiler Wiesenreute                 | 1,4078     |            | 53.1136015 | 20.06.1996 | drei Teilflächen; Niedermoor mit Sumpf- und Blasenseggenried, Nasswiese, Feldhecke, Land-Schilf- und Rohrglanzgras-Röhricht                |      |
| 284234350233 | Östlicher Nonnenbach                                          | Krummensteg Eggisholz                      | 2,1000     |            | 53.1136015 | 02.08.1989 | Waldbiotop; drei Teilflächen mit naturnahem Abschnitt eines Flachlandbachs und Schwarz-Erlen-Eschen-Wald                                   |      |
| 184234353020 | Nonnenbach mit Auwaldstreifen südöstlich Krummensteg          | Krummensteg                                | 0,2768     |            | 53.1136015 | 21.06.1996 | Naturnaher Bachabschnitt, etwa 750 m lang, mit Auwaldstreifen und gewässerbegleitender Hochstaudenflur                                     |      |
| 184234353022 | Feuchtgebiet 'Eggisholz' südöstlich Krummensteg               | Krummensteg                                | 0,5429     |            | 53.1136015 | 21.06.1996 | Feuchtgebiet mit Nasswiese, Land-Schilf- und Rohrglanzgras-Röhricht                                                                        |      |
| 184234353021 | Nasswiese am Nonnenbach südöstlich Krummensteg                | Krummensteg                                | 0,2393     |            | 53.1136015 | 13.08.1996 | Artenarme Nasswiese in der Aue des Nonnenbachs, die in einigen Bereichen zeitweise als Viehweide genutzt wird                              |      |
| 184234353019 | Feuchtgebiet 'Unter dem Häldele' südlich Poppis               | Krummensteg Unter dem Häldele              | 0,5168     |            | 53.1136015 | 20.06.1996 | zwei Teilflächen mit Rohrglanzgras-Röhricht, Sickerquelle, Sumpfseggen-Ried und Nasswiese                                                  |      |
| 184234353018 | Nonnenbachschleife 'Unter dem Häldele' südlich Poppis         | Arensweiler, Krummensteg Unter dem Häldele | 0,1962     |            | 53.1136015 | 13.08.1996 | Rund ein Meter tief eingeschnittener, naturnaher Bachlauf                                                                                  |      |
| 184234353015 | Feldgehölz am Nonnenbach bei Obermühle                        | Obermühle Butzenegert                      | 0,1230     |            | 53.1136015 | 15.08.1996 | Lineares Feldgehölz entlang der linken, nordexponierten Uferböschung des begradigten Nonnenbachs                                           |      |
| 184234353014 | Auwaldstreifen am Nonnenbach westlich Obermühle               | Obermühle                                  | 0,0284     |            | 53.1136015 | 15.08.1996 | Alter Gehölzbestand in gewässerbegleitendem Auwaldstreifen                                                                                 |      |
| 184234353013 | Naturnaher Nonnenbach mit Gehölzsaum westlich Obermühle       | Obermühle                                  | 0,0200     |            | 53.1136015 | 15.08.1996 | Naturnaher Bachabschnitt mit gewässerbegleitendem Auwaldstreifen                                                                           |      |
| 284234350232 | Westlicher Nonnenbach                                         | Obermühle                                  | 1,7000     |            | 53.1136015 | 02.08.1989 | Waldbiotop; zwei Teilflächen mit Tobel, Klinge und naturnahem Abschnitt eines Flachlandbachs                                               |      |
| 284234350231 | Bacheschenwald Nonnenbach                                     | Mittelmühle Mittelmühle, Mühlhalde         | 1,7000     |            | 53.1136015 | 02.08.1989 | Waldbiotop mit naturnahem Abschnitt eines Flachlandbachs, Röhricht und Schwarz-Erlen-Eschen-Wald                                           |      |
| 184234353010 | Feuchtgebiet ‘Mittelmühle’ östlich Kressbronn                 | Mittelmühle                                | 0,4307     |            | 53.1136015 | 15.08.1996 | zwei Teilflächen; Feuchtgebiet mit Nasswiese, Land-Schilfröhricht, Sumpfwald und Sumpfseggen-Ried                                          |      |
| 184234353011 | Auwaldstreifen am Mittelmühlenbach östlich Kressbronn         | Mittelmühle                                | 0,0732     |            | 53.1136015 | 15.08.1996 | Gewässerbegleitender Auwaldstreifen mit Berg-Ahorn und Schwarz-Erle                                                                        |      |
| 184234352997 | Nonnenbach mit Auwaldstreifen in Kressbronn Ost               | Kressbronn Bochenloch                      | 0,7713     |            | 53.1136015 | 16.08.1996 | Naturnaher Abschnitt des Nonnenbachs mit altem Gehölzbestand im Auwaldstreifen                                                             |      |
| 184234352998 | Feldgehölz ‘Bochenloch’ am Nonnenbach bei Kressbronn Ost      | Kressbronn Bochenloch                      | 0,1473     |            | 53.1136015 | 15.08.1996 | Feldgehölz auf einem steilen Südhang mit altem, hochwüchsigem und dichtem Gehölzbestand                                                    |      |
| 184234352999 | Teich ‘Bochenloch’ bei Kressbronn                             | Kressbronn Bochenloch                      | 0,0837     |            | 53.1136015 | 16.08.1996 | Verlandungsfläche eines Teichs mit Tauch-/Schwimmblattvegetation und Rohrglanzgras-Röhricht                                                |      |
| 184234352996 | Auwaldstreifen am begradigten Nonnenbach in Kressbronn        | Kressbronn Untermühle                      | 0,0846     |            | 53.1136015 | 16.08.1996 | zwei Teilbereiche; von Esche geprägter, gewässerbegleitender Auwaldstreifen beidseitig des begradigten und am Ufer befestigten Nonnenbachs |      |
| 184234352976 | Auwaldstreifen am Nonnenbach südlich Kressbronn               | Kressbronn Brühl, Reid                     | 0,3390     |            | 53.1136015 | 28.08.1996 | zehn Teilbereiche; hochwüchsiger, schmaler Auwaldstreifen beidseitig des begradigten und an den Ufern befestigten Nonnenbachs              |      |
| 184234352975 | Silberweidensaum am Nonnenbach bei der Bodanwerft             | Kressbronn                                 | 0,0213     |            | 53.1136015 | 29.08.1996 | Gewässerbegleitender Auwaldstreifen entlang der linken Uferböschung des am Ufer befestigten Nonnenbachs mit Silber- und Bruchweiden        |      |
| 184234352969 | Feuchtgebietskomplex ‘Boschach’ westlich Strandbad Kressbronn | Kressbronn Boschach                        | 6,1779     |            | 53.1136015 | 18.06.1996 | Großflächiges Feuchtgebiet mit Pfeifengras-Streuwiese, Feldgehölz, Röhricht, Feldhecke und Feuchtgebüsch                                   |      |
| 184234352970 | Gehölzsaum am Nonnenbach bei Strandbad Kressbronn             | Kressbronn                                 | 0,0613     |            | 53.1136015 | 29.08.1996 | Feldhecke entlang des Nonnenbachs mit Spitz- und Berg-Ahorn, Silber-, Bruch- und Purpur-Weide                                              |      |
| 184234352966 | Naturnahes Bodenseeufer westlich des Strandbads Kressbronn    | Kressbronn Boschach                        | 1,7958     |            | 53.1136015 | 29.08.1996 | Flachuferzone des Bodensees bei der Nonnenbachmündung                                                                                      |      |

### Allgemein
- Schutzgebietsverzeichnis der Landesanstalt für Umwelt, Messungen und Naturschutz Baden-Württemberg (LUBW)
- Naturraumliste und -karte Baden-Württembergs der LUBW (PDF – 3,18 MB)

### Bann- und Schonwald
- Bannwälder in Baden-Württemberg bei ForstBW
- Datenbank der Naturwaldreservate Deutschlands bei der Bundesanstalt für Landwirtschaft und Ernährung (BLE)

- Karte mit allen Koordinaten:
- OSM |
- WikiMap